# Vittsjö GIK
Vittsjö GIK Hässleholm, tidigare endast Vittsjö GIK (fullständigt namn Vittsjö Gymnastik- & Idrottsklubb Hässleholm), är en idrottsklubb i Vittsjö i Hässleholms kommun i Skåne län. Klubben bildades den 22 november 1933.

## Damfotboll
Under sent 1970- och tidigt 1980-tal utvecklades verksamheten med fotboll för flickor, med Göran Gunnarsson och Kalle Olsson som förgrundsfigurer. Detta har genererat många talanger på flicksidan samt flera segrar i Gothia Cup, avancemang i seriesystemet, skånska mästerskap etc. 
Damlaget spelade från 2009 i Division 1 Södra. 2011 vann klubben serien och gick för första gången upp i Damallsvenskan, ett avancemang som innebar att man blev den första allsvenska klubben någonsin i Hässleholms kommun. Inför 2012 års damallsvenska byggde man ut Vittsjö IP, med målet att få plats med 1 500 åskådare. Klubben har sedan dess haft ett publiksnitt på cirka 500–700 åskådare.
Gustav Fridolin är en känd anhängare av laget, och han har refererat till det i sitt politiska arbete.

## Placering tidigare säsonger
| Säsong | Nivå | Liga           | Placering | Webbplats     | Notering |
| ------ | ---- | -------------- | --------- | ------------- | -------- |
| 2012   | 1    | Damallsvenskan | 6         | [ 6 ] [ 7 ]   |          |
| 2013   | 1    | Damallsvenskan | 8         | [ 8 ] [ 9 ]   |          |
| 2014   | 1    | Damallsvenskan | 8         | [ 10 ] [ 11 ] |          |
| 2015   | 1    | Damallsvenskan | 9         | [ 12 ] [ 13 ] |          |
| 2016   | 1    | Damallsvenskan | 7         | [ 14 ] [ 15 ] |          |
| 2017   | 1    | Damallsvenskan | 10        | [ 16 ] [ 17 ] |          |
| 2018   | 1    | Damallsvenskan | 9         | [ 18 ] [ 19 ] |          |
| 2019   | 1    | Damallsvenskan | 3         | [ 20 ] [ 21 ] |          |
| 2020   | 1    | Damallsvenskan | 5         | [ 22 ] [ 23 ] |          |
| 2021   | 1    | Damallsvenskan | 5         | [ 24 ] [ 25 ] |          |
| 2022   | 1    | Damallsvenskan | 6         | [ 26 ] [ 27 ] |          |
| 2023   | 1    | Damallsvenskan | 5         | [ 28 ]        |          |
| 2024   | 1    | Damallsvenskan | 10        | [ 29 ]        |          |

## Färger
Vittsjö GIK spelar i röda och blå trikåer.
| Vittsjö GIK | Vittsjö GIK |

### Dräktsponsor
- 20??– Adidas

### Trikåer
| Hemmaställ | Hemmaställ | Hemmaställ | Hemmaställ | Hemmaställ | Hemmaställ |

## Spelare

### Spelartruppen
| Nummer      | Land      | Spelare         | Födelsedatum      | Kom från              | Moderklubb      |           |
| Målvakter   | Målvakter | Målvakter       | Målvakter         | Målvakter             | Målvakter       | Målvakter |
| ----------- | --------- | --------------- | ----------------- | --------------------- | --------------- | --------- |
| 1           | USA       | Lauren Brzykcy  | 8 november 1999   | San Diego Wave        |                 |           |
| 13          | Sverige   | Elin Vaughan    | 4 december 2000   | Ifö/Bromölla IF       |                 |           |
| Försvarare  |           |                 |                   |                       |                 |           |
| 2           | Kanada    | Shannon Woeller | 31 januari 1990   | IFK Norrköping        |                 |           |
| 3           | Finland   | Julia Tunturi   | 25 april 1996     | Eskilstuna United     | Pargas IF       |           |
| 9           | Sverige   | Lisa Klinga     | 5 april 1991      | Avaldsnes             | Hanvikens SK    |           |
| 10          | Polen     | Kayla Adamek    | 1 februari 1995   | Granadilla Tenerife   |                 |           |
| 22          | Sverige   | Sandra Lynn     | 13 juni 1987      | Husie IF              | Malmö Södra DFF |           |
| 23          | Sverige   | Kajsa Lind      | 13 september 1996 | Glimåkra IF           | Glimåkra IF     |           |
| Mittfältare |           |                 |                   |                       |                 |           |
| 4           | USA       | Julia Leas      | 3 mars 2001       | Georgetown University |                 |           |
| 5           | Sverige   | Hannah Sjödahl  | 26 juni 2006      | Röke IF               | Ekets GoIF      |           |
| 7           | Sverige   | Klara Nyberg    | 11 juni 2003      | Själevads IK          | Själevads IK    |           |
| 8           | USA       | Jessica Ayers   | 11 juni 1993      | IFK Kalmar            |                 |           |
| 11          | Sverige   | Cajsa Rubensson | 15 april 2004     | FC Rosengård          | Marieholms IS   |           |
| 15          | Sverige   | Nellie Persson  | 6 november 1992   | Kungsbacka DFF        | Hanaskogs IS    |           |
| 16          | Sverige   | Olivia Wänglund | 22 februari 2000  | Umeå IK               |                 |           |
| Anfallare   |           |                 |                   |                       |                 |           |
| 12          | Kanada    | Tanya Boychuk   | 20 juni 2000      | Þróttur Reykjavík     |                 |           |
| 18          | Finland   | Linda Sällström | 13 juli 1988      | HJK                   | KOPSE           |           |
| 19          | Finland   | Heidi Kollanen  | 6 juni 1997       | KIF Örebro            |                 |           |
| 20          | Sverige   | Hanna Ekengren  | 7 januari 2002    | Djurgårdens IF        | Älta IF         |           |

## Kända spelare
- Nilla Fischer (1998–2000)
- Sofie Andersson (2011–2014)
- Lisa Klinga (2015–)
- Ebba Hed (2016–2021)
- Paulina Nyström (2019–2021)
- Hanna Ekengren (2022–)
- Emmi Alanen (2016–2018)
- Jutta Rantala (2020–2023)
- Julia Tunturi (2021–2022)
- Linda Sällström (2015–2018, 2022–)
- Loes Geurts (2012–2013)
- Mandy van den Berg (2012–2014)
- Josephine Chukwunonye (2016–2016)
- Ngozi Okobi-Okeoghene (2016–2017)
- Hannah Wilkinson (2017–2018)
- Shannon Lynn (2014–2022)
- Clare Polkinghorne (2021–2023)
- Emily Gielnik (2020, 2021–)
- Charlotte Grant (2022–2023)
- Katrina-Lee Gorry (2022–)
- Shelina Zadorsky (2015–2016)
- Sabrina D'Angelo (2019–2022)
- Rebecca Quinn (2020–2021)
- Sarah Stratigakis (2022–)
- Sura Yekka (2022–)

## Tränare
- Thomas Mårtensson, 2011–[31]
- Robert Bergström 2021
- Ulf Kristiansson, 2022–2023[32]
- Jonas Axeldal, 2024–[33]

## Övrig verksamhet
Vittsjö GIK har en organisation som är indelad i sektioner med en huvudstyrelse som övergripande organ. Sektionerna har egna styrelser som rapporterar måluppfyllelse till huvudstyrelsen. En av sektionerna är friidrottssektionen, där flera duktiga talanger bedriver träning flera gånger i veckan. Friidrotten har också träning för yngre barn i tre grupper en gång i veckan. Herrfotbollen har flera ungdomslag aktiva inom seriespel men även ett herrlag som 2020 spelar i Division 6.